# کریستال لیک (آیووا)
کریستال لیک (به انگلیسی: Crystal Lake) شهری در ایالت آیووا کشور ایالات متحده آمریکا است که جمعیت آن در سرشماری سال ۲۰۱۰ میلادی، ۲۵۰ نفر بوده‌است.